# Google Foto
Google Foto (även skrivet Google Foton, engelska Google Photos) är en foto- och videodelningstjänst samt lagringstjänst från Google. Den offentliggjordes den 28 maj 2015 och idén kom från Google+, företagets sociala nätverk, och är en vidareutveckling av Google+ Photos, som gjordes till en egen tjänst. Vid lanseringen skrev recensenter att tjänsten var bland de bästa i sitt slag. I Google Foto ingår obegränsad foto- och videolagring samt program för Android, iOS och webbläsaren. Det finns också uppladdningsprogram för Windows och MacOS. Användare kan säkerhetskopiera sina bilder och videor till Googles ”moln” (cloud storage) där de blir tillgängliga på alla de enheter som användaren har anslutit till tjänsten. Google Foto använder samma lagringsutrymme, för närvarande 15 gigabyte, som Gmail och Google Drive. Foton och videor som lagras i ”hög kvalitet” – upp till 16 megapixlar för stillbilder – lagras dock gratis. Foton och videor som lagras i originalsorlek och -kvalitet kan i efterhand konverteras till ”hög kvalitet” för att frigöra utrymme på kontot. Bilder i Google Foto kan också visas och hanteras i Google Drive.